# Naturmed Hotel Carbona
A négycsillagos Naturmed Hotel Carbona Hévízen, a fürdőváros központjában egy 4,6 hektár területű parkban található. A szálloda mediterrán stílusú, élményfürdővel és wellness részleggel felszerelt szálláshely.
A szálloda a Hévízi-tótól 500 méterre helyezkedik el.
A gyógyhotel vezérigazgatói feladatait 2016. január 1-től Pápai Zsuzsa látja el, aki 1998 óta dolgozik az intézményben. Előtte Tapodi Attila, illetve 22 évig Dr. Lukács Ferenc vezette a hotelt.
A német FIT Reisen utazási iroda szerint az intézmény 2014-ben a világ legjobb gyógyszállója volt. A szakmai zsűri a vendégek véleménye, illetve értékelése alapján ítélte oda a díjat. A Naturmed Hotel Carbona a TripAdvisor Traveller’s Choice 2015 díjat is elnyerte, szintén a vendégek véleménye alapján. A Magyar Turizmus Zrt. az Év szállodája címet adta a hotelnak. A szálloda korábban a következő díjakat, kitüntetéseket kapta meg:
- Turizmus Minőségi Díj
- European Health Spa Award
- Magyar Termék Nagydíj (két alkalommal)
- MagyarBrands elismerés

## Szállás
Összesen 261 szobát, illetve apartmant foglal magába a komplexum. A szobák klimatizáltak, fürdőszobával, televízióval, minibárral és szobaszéffel valamennyi esetben felszereltek.
A hotelben étterem is található, a parkban a mediterrán hangulatú medence mellett a 2005 májusában megnyílt Platán Café & Juice Bár van.
A Naturmed Hotel Carbona mozgáskorlátozottak részére is megfelelő körülményeket biztosít, a hotel akadálymentesített. Állatbarátok részére lehetővé teszi a kutya, macska hozatalát és elszállásolását.

## Termál- és élményfürdő
A Naturmed Hotel Carbona felújított, a római kori luxus-fürdők hangulatát idéző termálfürdővel rendelkezik. A hotel termálfürdője saját forrásból táplálkozik, a gyógyfürdőt részben fedett élményfürdő és fedett uszoda egészíti ki. A Szent Kristóf termálfürdő termálvize megegyezik a hévízi gyógyvíz összetételével,  itt található Hévíz egyik legnagyobb fürdőkomplexuma.
A hotel gyógyászati részleggel is rendelkezik, ahol reumatológus szakorvosok, és az európai előírásoknak megfelelően képzett terapeuták dolgoznak. A szállodában nagy hangsúlyt fektetnek a dolgozók folyamatos továbbképzésére és az innovációra.
A szauna részlegen finn-szauna, aromakamra, gőzfürdők, speciális zuhanyok, sóbarlang, tepidárium és merülőmedence is megtalálható

### Szépségfarm
A szállodának saját szépségfarmja van, ahol test- és arckezeléseket kínálnak, ezek mellett cellulite-kezelések, kozmetika, manikűr-pedikűr és fodrászszalon egészíti ki a szolgáltatásokat.

## Programok
Az úgynevezett Wellness Vital program keretében teljes körű állapotfelmérésre (Biofit teszt, hőtérképes vizsgálat stb.) kerül sor, a vendégek különféle természetes gyógymódok közül választhatnak. A többszörösen díjnyertes szállodában 5 különböző állapotfelmérés elvégzésére van lehetőség.
A hotelben nagy hangsúlyt fektetnek a családosok szórakoztatására, a sűrűn megrendezett gyerekprogramok lekötik a gyerekeket, és nagyobb mozgásteret engednek a szülőknek.
Hévíz város programjai egész évben elérhetőek a szálloda vendégei részére.

## Rendezvények
A szállodában konferencia- és rendezvénytermek is vannak, összesen 200 fő befogadására képesek.